# Prochilodus rubrotaeniatus
Prochilodus rubrotaeniatus är en fiskart som beskrevs av Jardine, 1841. Prochilodus rubrotaeniatus ingår i släktet Prochilodus och familjen Prochilodontidae. Inga underarter finns listade i Catalogue of Life.